# 10G-EPON
La norme de réseau optique passif Ethernet 10 Gbit/s, mieux connue sous le nom de 10G-EPON, permet les connexions de réseau informatique sur l'infrastructure du fournisseur de télécommunications. La norme prend en charge deux configurations : symétrique, fonctionnant à un débit de données de 10 Gbit/s dans les deux sens, et asymétrique, fonctionnant à 10 Gbit/s dans le sens descendant (fournisseur vers client) et 1 Gbit/s dans le sens montant. Elle a été ratifiée en tant que norme IEEE 802.3av en 2009.

## Standardisation
Le groupe de travail Ethernet sur le premier kilomètre du comité des normes 802.3 de l'Institute of Electrical and Electronics Engineers (IEEE) a publié des normes incluant une variante de réseau optique passif (PON) en 2004. En mars 2006, l'IEEE 802.3 a lancé un appel à manifestation d'intérêt pour un groupe d'étude PON Ethernet 10 Gbit/s.
Le 4 juin 2020, l'IEEE approuve la norme IEEE 802.3ca, qui permet un fonctionnement symétrique ou asymétrique avec des vitesses descendantes de 25 Gbit/s ou 50 Gbit/s et des vitesses montantes de 10 Gbit/s, 25 Gbit/s ou 50 Gbit/s. Gbit/s sur les mêmes budgets de répartition puissance-distance,.

### Symétrique (10/10G-EPON)
Le 10/10G-EPON à débit symétrique prend en charge les chemins de données de transmission et de réception fonctionnant à 10 Gbit/s. Le principal objectif du 10/10G-EPON était de fournir une bande passante adéquate pour les flux montant et descendant pour prendre en charge les clients des immeubles résidentiels multifamiliaux (connus dans la norme sous le nom de Multi Dwelling Unit ou MDU).

### Asymétrique (10/1G-EPON)
L'option asymétrique 10/1G-EPON est moins complexe que l'option symétrique, car cette spécification repose sur des technologies assez matures. La transmission montante est identique à celle du 1G-EPON, utilisant des émetteurs-récepteurs optiques en mode rafale. La transmission descendante, qui utilise une optique en mode continu, s'appuiera sur la maturité des dispositifs Ethernet point à point à 10 Gbit/s.

### Correction d'erreur directe
Le 10G-EPON utilise un mécanisme de correction d'erreur directe (FEC) basé sur le flux basé sur Reed-Solomon (255, 223). Le FEC est obligatoire pour tous les canaux fonctionnant à un débit de 10 Gbit/s, à savoir les canaux descendants et montants dans l'EPON symétrique à 10 Gbit/s et le canal descendant dans l'EPON asymétrique à 10/1 Gbit/s.

### Bande passante utilisable
10G-EPON utilise un codage en ligne 64b/66b, ce qui signifie que la surcharge de codage n'est que de 3,125 %, contre 25 % pour la surcharge de codage du 1G-EPON en raison de son utilisation du codage 8b/10b.

## Rétrocompatibilité
La norme 10G-EPON définit une nouvelle couche physique, conservant les couches MAC, MAC Control et toutes les couches supérieures inchangées dans la mesure du possible.
Les utilisateurs de 10G-EPON bénéficie d'une compatibilité descendante du système de gestion de réseau (NMS), du système d'opérations, d'administration et de maintenance (OAM) de la couche PON, du DBA, etc.

### Coexistence avec 1G-EPON
La norme 802.3av permet le fonctionnement simultané de systèmes EPON 1 Gbit/s et 10 Gbit/s sur un même arbre fibre optique.
Dans le sens descendant, les canaux 1 Gbit/s et 10 Gbit/s sont séparés dans le domaine des longueurs d'onde, avec une transmission à 1 Gbit/s limitée à la bande 1480–1500 nm et une transmission 10 Gbit/s utilisant la bande 1575–1580 nm.
Dans le sens montant, les bandes 1 Gbit/s et 10 Gbit/s se chevauchent. La bande 1 Gbit/s s'étend de 1260 à 1360 nm ; La bande 10 Gbit/s utilise une bande allant de 1 260 à 1 280 nm. Cela permet aux deux canaux montant de partager une région spectrale caractérisée par une faible dispersion chromatique, mais nécessite que les canaux 1 Gbit/s et 10 Gbit/s soient séparés dans le domaine temporel. Étant donné que les transmissions en rafale provenant de différentes ONU peuvent désormais avoir des débits de ligne différents, cette méthode est appelée TDMA à double débit.
Le tableau suivant illustre les types d'ONU qui sont simultanément pris en charge par diverses implémentations OLT :
| Implémentation OLT                                              | Types d'ONU pris en charge                             |
| --------------------------------------------------------------- | ------------------------------------------------------ |
| Descendant : deux longueurs d’onde Montant : débit unique       | (1) ONU 1G-EPON (2) ONU 10/1G-EPON                     |
| Descendant : longueur d’onde unique Montant : TDMA double débit | (1) ONU 10/10G-EPON (2) ONU 10/1G-EPON                 |
| Descendant : deux longueurs d’onde Montant : TDMA double débit  | (1) ONU 1G-EPON (2) ONU 10/1G-EPON (3) ONU 10/10G-EPON |